# Christoph Allgäuer
Christoph Allgäuer  ist ein österreichischer Orgelbauer in Würflach.

## Leben
Chr. Allgäuer legte 1995 die Meisterprüfung im Orgelbau ab und übernahm 1997 den väterlichen, von Helmut Allgäuer gegründeten Orgelbaubetrieb. Es ist auf den Neubau, die Restaurierung und Wartung von Pfeifenorgeln spezialisiert. 2002 übersiedelte der Betrieb von Grünbach am Schneeberg nach Würflach in Niederösterreich. Der Betrieb befindet sich nun im ehemaligen Wirtschaftsgebäude der Villa Hettmannsdorf.

## Werkliste
| Jahr      | Ort                    | Gebäude                   | Bild | Manuale | Register | Bemerkungen                                                                 |
| --------- | ---------------------- | ------------------------- | ---- | ------- | -------- | --------------------------------------------------------------------------- |
| 1997      | Jennersdorf            | Pfarrkirche Jennersdorf   |      | II/P    | 18       |                                                                             |
| 2000      | Loiben                 | Pfarrkirche Unterloiben   |      | II/P    | 19       | Orgel im historischen Gehäuse Ende 19. Jhdt. von Zachistal/Capek            |
| 2001      | Aggsbach-Dorf          | Pfarrkirche Aggsbach-Dorf |      | II/P    | 16       | Orgel im historischen Gehäuse Ende 18. Jhdt.                                |
| 2002      | Fischbach (Steiermark) | Pfarrkirche Fischbach     |      | II/P    | 13       | Orgel im historischen Gehäuse von Franz Xaver Schwarz (Orgelbauer) aus 1785 |
| 2004      | Ilz (Steiermark)       | Pfarrkirche Ilz           |      | II/P    | 22       | Orgel im historischen Gehäuse von Karl Reinisch II aus 1928                 |
| 2005      | Edelsbach bei Feldbach | Pfarrkirche Edelsbach     |      | II/P    | 11       | Orgel im historischen Gehäuse aus 1907                                      |
| 2005/2006 | Leibnitz               | Stadtpfarrkirche Leibnitz |      | II/P    | 29       | Orgel im historischen Gehäuse aus Vorgänger-Orgel, 18. Jhdt.                |
| 2007      | Münichreith am Ostrong | Pfarrkirche Münichreith   |      | II/P    | 13       | Neubau unter Einbeziehung der vorhandenen Prospektfront                     |
| 2010      | Grimmenstein           | Filialkirche Grimmenstein |      | II/P    | 16       | [ 5 ]                                                                       |

## Restaurierungen
| Jahr      | Ort                      | Gebäude                              | Bild | Manuale | Register | Bemerkungen |
| --------- | ------------------------ | ------------------------------------ | ---- | ------- | -------- | --- |
| 1997      | Rudersdorf               | Pfarrkirche Rudersdorf               |      | I/P     | 7        | Orgel aus 1907 von Gebrüder Rieger                                                                                   |
| 1999      | Heiligenkreuz NÖ         | Stift Heiligenkreuz Bernardikapelle  |      | I       | 5        | Restaurierung der Orgel aus 1720, unbekannter Orgelbauer                                                             |
| 1999      | Schwadorf                | Pfarrkirche Schwadorf                |      | II/P    | 12       | Restaurierung der Orgel von Franz Ullmann aus 1860                                                                   |
| 2002      | Röschitz                 | Pfarrkirche Röschitz                 |      | II/P    | 15       | Restaurierung der Orgel von Josef Silberbauer aus 1787                                                               |
| 2002      | Grünbach am Schneeberg   | Pfarrkirche Grünbach am Schneeberg   |      | I/P     | 10       | Restaurierung der Orgel von Franz Ullmann aus 1864                                                                   |
| 2004      | Koglhof                  | Pfarrkirche Koglhof                  |      | II/P    | 14       | Restaurierung der Orgel von Ferdinand Schwarz aus 1767                                                               |
| 2006/2007 | Edelschrott              | Pfarrkirche Edelschrott              |      | I/P     | 10       | Restaurierung der Orgel von Franz Schwarz aus 1797                                                                   |
| 2008      | Deutschfeistritz         | Pfarrkirche Deutschfeistritz         |      | I/P     | 12       | Restaurierung der Orgel von Michael Heferer aus 1860                                                                 |
| 2008      | Mailberg                 | Schlosskirche Mailberg               |      | II/P    | 15       | Restaurierung der Orgel von Josef Silberbauer aus 1793                                                               |
| 2009      | Arzberg                  | Pfarrkirche Arzberg                  |      | I/P     | 8        | Restaurierung der Orgel von Carl Schehl aus 1832                                                                     |
| 2011      | Göllersdorf              | Pfarrkirche Göllersdorf              |      | II/P    | 16       | Restaurierung der Orgel von Josef Silberbauer aus 1787                                                               |
| 2011      | Ternitz                  | Stadtpfarrkirche Ternitz             |      | III/P   | 34       | Foto linke Prospekthälfte: Gesamterneuerung der Elektrik, Einbau einer Setzeranlage; Orgel von Rudolf Novak aus 1958 |
| 2014      | Hartberg                 | Stadtpfarrkirche Hartberg            |      | II/P    | 22       | Generalsanierung der Schuke-Orgel im historischen Prospekt aus dem Jahr 1762.                                        |
| 2016      | Aspangberg-St. Peter     | Pfarrkirche St. Peter am Neuwald     |      | I/P     | 6        | Restaurierung der Orgel von Stephan Hechinger aus 1836                                                               |
| 2017/2018 | Enzersdorf an der Fischa | Pfarrkirche Enzersdorf an der Fischa |      | I/P     | 9        | Teile der Orgelpfeifen von Gottfried Sonnholz                                                                        |
| 2021      | Prellenkirchen           | Pfarrkirche Prellenkirchen           |      | I/P     | 10       | Restaurierung der Orgel von Carl Klöckner aus 1858                                                                   |
| 2023      | Seibersdorf              | Pfarrkirche Seibersdorf              |      | I/P     | 8        | [ 19 ] |
| 2023      | Reichenau an der Rax     | Pfarrkirche Reichenau an der Rax     |      | II/P    | 10       | Restaurierung der Orgel aus 1939 von Johann M. Kauffmann                                                             |
| 2025      | Schwarzau im Gebirge     | Pfarrkirche Schwarzau im Gebirge     |      | I/P     | 8        | Restaurierung der Orgel von Josef Loyp aus 1838                                                                      |